# Tamara Zidanšek
Tamara Zidanšek (esloveno: [zíːdanˈʃɛːk]; nascida em 26 de dezembro de 1997) é uma tenista profissional eslovena. 
Zidanšek tem a classificação no ranking da WTA mais alta da carreira como nº 22 em simples e nº 47 em duplas, e em junho de 2021 era tenista eslovena número um em simples. Ela ganhou um título de simples e quatro títulos de duplas no WTA Tour e dois títulos de simples do WTA Challenger, bem como 21 títulos de simples e 10 títulos de duplas no Circuito Feminino da ITF. 
No ITF Junior Circuit, ela estava entre as 20 primeiras e teve uma classificação alta na carreira de No. 16, alcançada em dezembro de 2015. Jogando pela equipe da Eslovênia na Fed Cup, ela tem um recorde de vitórias e derrotas de 12–11.

## Carreira profissional

### 2014: Estreia profissional
Zidanšek fez uma estreia profissional perfeita em 2014 em Velenje, passando por três rodadas de qualificatória para chegar à chave principal e conquistar seu primeiro título no nível profissional aos 16 anos.

### 2021: Primeira semifinal de simples em Major, estreia no top 50, primeira vitória no top 10 e primeiro título de simples WTA
Ela chegou às semifinais de um campeonato de Grand Slam pela primeira vez no Aberto da França de 2021, derrotando Sorana Cîrstea em sets diretos e Paula Badosa em jogo de três sets. Essas vitórias fizeram dela a primeira jogadora eslovena a conseguir isso desde que o país se tornou independente em 1991. Como resultado, Zidanšek entrou no Top 50 pela primeira vez. Ela também conquistou sua primeira vitória entre os dez primeiros na primeira rodada, contra a cabeça de chave nº 6, Bianca Andreescu. Na semifinal, Zidanšek foi derrotada por Anastasia Pavlyuchenkova, em sets diretos.
No Ladies Open Lausanne, como cabeça de chave, Zidansek venceu Marina Melnikova, Mandy Minella, Lucia Bronzetti, Maryna Zanevska e Clara Burel para ganhar seu primeiro título no WTA Tour.

### 2022: Estreia no Top 25, duas terceiras rodadas em Majors
Como cabeça de chave 29 no Australian Open, ela chegou à terceira rodada pela primeira vez, mas perdeu para Alizé Cornet. No Aberto da França, Zidanšek foi derrotada na terceira rodada por Jessica Pegula, em dois sets.

### 2023-2024: Terceiro título WTA 125
Depois de salvar quatro "match points" e derrotar Rebecca Šramková na final, Zidanšek venceu o torneio WTA 125 em Bari. Como resultado, ela subiu 30 posições no ranking de volta ao top 100 em 11 de setembro de 2023.
Zidanšek se qualificou para o Aberto da França de 2024 derrotando Hailey Baptiste [en]. Na chave principal, venceu Alison Van Uytvanck na primeira rodada em jogo de três sets, mas perdeu na segunda para a cabeça de chave N° 3, Coco Gauff, em sets diretos.